# 福山アラブダービー
福山アラブダービー（ふくやまアラブダービー）は、2007年に福山競馬場のダート1800mで施行した地方競馬の重賞競走である。

## 概要
本来は福山ダービーでアラブ系最強3歳馬を決める競走を行っていたが、同年にサラ系競走に変更されたため、同競走が行われた。
この競走の上位馬3頭には、この年アラ・サラ混合特別競走となっていた、福山チャンピオンシップへの優先出走権利が与えられた。
この競走後、アラブ系3歳馬条件の重賞は同競馬場で行われていない。

## 歴代優勝馬
| 回数  | 施行日        | 優勝馬           | 性齢 | 所属 | タイム | 優勝騎手 | 管理調教師 |
| ----- | ------------- | ---------------- | ---- | ---- | ------ | -------- | ---------- |
| 第1回 | 2007年5月27日 | イケノスリリング | 牝3  | 福山 | 2:01.2 | 岡田祥嗣 | 檜山龍二郎 |